# .nu
.nu是紐埃的國碼頂級網域名稱，它是首個宣傳供廣大互聯網使用的國家頂級域名，作為通用頂級域.com、.net和.org的替代。

## 管理
紐埃互聯網使用者學會（Internet Users Society - Niue，IUSN）負責管理.nu頂級域名，提供了一定的本地服務給自己。ISUN供款給紐埃的互聯網網絡，提供免費個人電腦和互聯網連接給島上所有居民，2003年在島上各處設立免費WiFi供應點，自稱為「首個免費WiFi國家」。

## 使用狀況
.nu域名在瑞典、丹麥、荷蘭和比利時尤其受歡迎，因為「nu」在瑞典語、丹麥語和荷蘭語中表示「現在」的意思。由於瑞典的國家頂級域.se曾經對域名註冊實施嚴格限制，瑞典一些網站會使用.nu作為創意市場推廣，如www.tv.nu。

## 國際化域名
2000年3月，.nu成為首個提供國際化域名註冊的頂級域名，支援整個Unicode字符表。與其他頂級域名不同的是，.nu域名的伺服器會把國際字母編碼的網絡查詢轉換和重定向，因此客戶端的瀏覽器無須另外安裝插件或punycode功能。然而，.nu在2010年3月經ICANN宣佈，他們最近停用一般通配符域名解決技術，因此只使用標準的punycode來實現國際化域名，接受的字符減少為ISO-8859-1西歐字符的一部分。

## 吊銷域名政策
在以下情況，.nu可被吊銷而不作退款：展示兒童色情，牽涉網絡釣魚，發放垃圾郵件，電郵盜竊，濫用搜尋器或任何不合法行為。一些域名，如vous.nu（「nu」在法語中表示裸體）和por.nu，展示「THIS DOMAIN NAME HAS BEEN REVOKED BY .NU DOMAIN」（此域名已被.NU域名吊銷），並且不能在.NUdomain再度註冊。

## 域名
域名最短可以只有一個字符。只有一個字符的域名收費為每年500歐元，兩個字符為每年250歐元，其他長度的域名則為每年30歐元。2008年6月，.NUdomain開始接受全為數字的域名註冊。

## 網絡安全
2007年3月，McAfee SiteAdvisor發表一份講述SiteAdvisor功能的報告。報告的一部份指出，.nu屬於對瀏覽器漏洞最高風險的頂級域名類別，但在其他方面中的整體危險只屬低至中等 。不久，.NUdomain發佈新聞稿指出，SiteAdvisor將.nu網站列為最低風險。2008年，McAfee報告.net和.com已經成為最高風險的頂級域名。

## 外部連結
- IANA .nu的WHOIS紀錄（页面存档备份，存于）
- Internet Users Society - Niue (IUSN)